# Chinese visnetten van Kochi

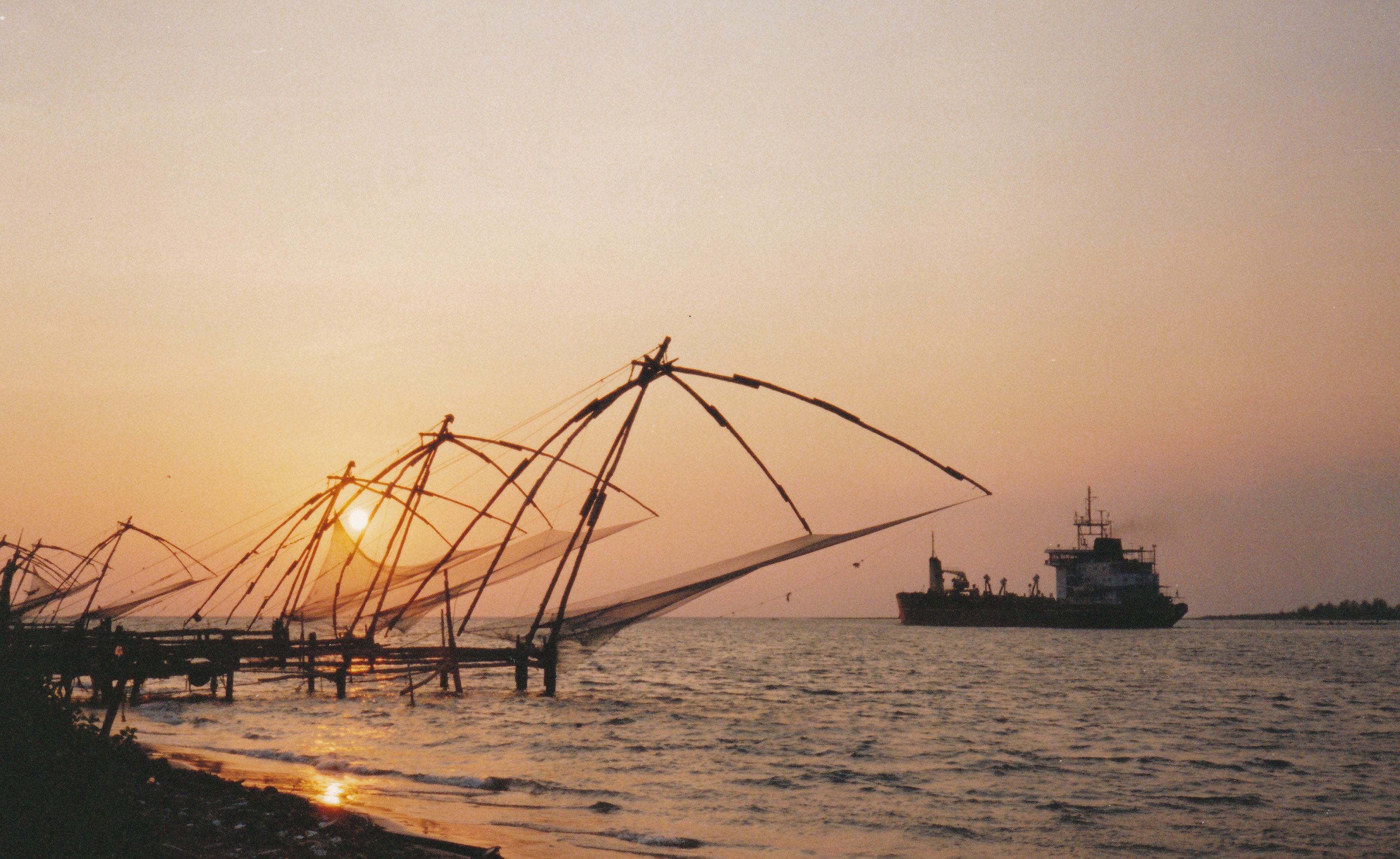
Chinese visnetten van Cochin

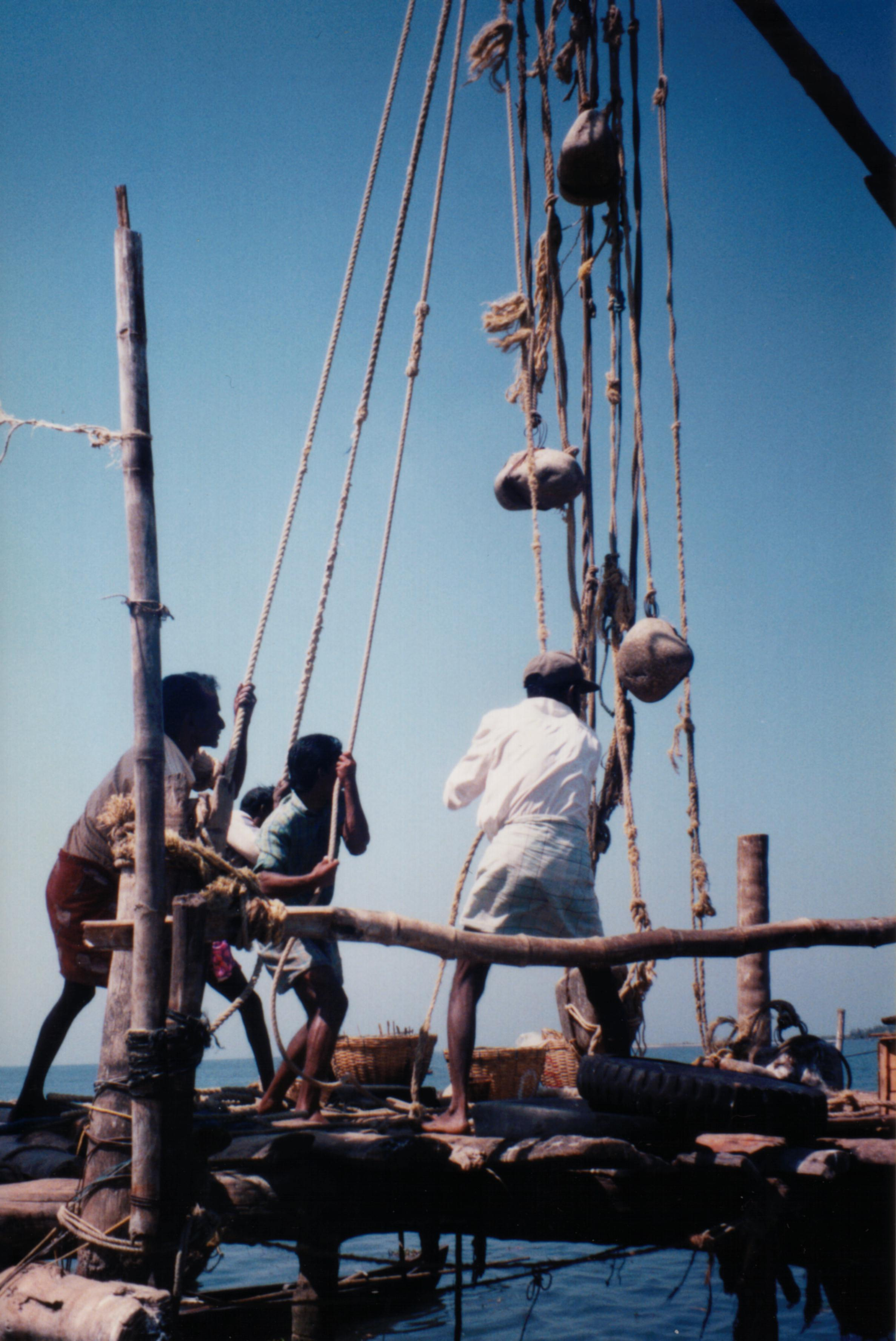
Ophalen van de Chinese visnetten met tegengewichten

De Chinese visnetten van Kochi zijn grote visnetten aan de kust van de havenstad Kochi (Cochin) in de Zuid-Indiase staat Kerala.
De eerste visnetten werden gebouwd tussen 1350 en 1450.
Volgens de overlevering werden ze gebouwd door Chinese handelaren en zijn ze geïntroduceerd door de Chinese ontdekkingsreiziger Zheng He.
Kochi is 5000 km van China gelegen en was een belangrijk handelscentrum. De visnetten worden manueel neergelaten en opgehaald via een mechanische installatie bestaande uit voornamelijk tegengewichten met behulp van ploegen van zes man. De vangst bestaat meestal uit wat vissen en kreeftachtigen welke meestal worden aangetrokken door fel licht of aas. Deze worden snel verkocht aan voorbijgangers. De netten worden door vele toeristen gezien als een toeristische attractie.